# La Liste de Schindler (roman)
Pour les articles homonymes, voir La Liste de Schindler (homonymie) et Schindler.
La Liste de Schindler (titre original : Schindler's Ark) est un roman biographique, écrit par l'Australien Thomas Keneally et publié en 1982. Il relate l'action d'Oskar Schindler (décédé huit ans auparavant), un industriel allemand et membre du Parti nazi, qui a sauvé pendant la Seconde Guerre mondiale près de 1 200 Juifs promis à la mort dans le camp de concentration de Płaszów (Pologne), en les faisant travailler dans sa fabrique d'émail et de munitions voisine puis en les transférant en Tchécoslovaquie, et ce grâce à ses relations parmi les SS et en dilapidant sa fortune en pots-de-vin.
La « liste » en question désigne la liste des noms, couchée sur papier, des Juifs dont Oskar Schindler a demandé et obtenu le transfert alors qu'ils devaient partir pour le camp d'extermination de Birkenau.  En version anglaise originale, le titre diffère légèrement : Schindler's Ark, en référence à l'arche de Noé.

## Historique

### Genèse
Dans son ouvrage, La Quête de Schindler (Searching for Schindler), sorti en 2007 en anglais et traduit en 2015, Thomas Keneally raconte sa rencontre avec Poldek Pfefferberg, un des Juifs de la liste, à Beverly Hills en octobre 1980. Ce dernier avait tenté de convaincre plusieurs réalisateurs et scénaristes ayant passé le pas de la porte de son commerce, il a convaincu Thomas Keneally d'écrire ce roman, lui fournissant par la suite de nombreux documents et témoignages, l'accompagnant à Cracovie et sur d'autres lieux liés à l'histoire. Thomas Keneally a d'ailleurs dédié son ouvrage au « zèle et à la persévérance de Poldek Pfefferberg » tout comme la Quête, « en souvenir de Leopold Page et de Lumila (Misia) Page ».

### Récompense
Le roman a obtenu le prix Booker en 1982 (cf. Liste des lauréats du prix Booker en fiction#1982), dans la catégorie « fiction » ce qui prêta à polémique en raison du caractère historique du roman (à noter, Thomas Keneally souhaitait initialement changer tous les noms pour tourner le récit historique en une épopée plus fictive, mais Poldek Pfefferberg l'a convaincu de respecter les noms originaux).

### Adaptation
Le roman a été adapté au cinéma en 1993 par Steven Spielberg (également sur l'insistance de Poldek Pfefferberg), en un film de nombreuses fois récompensé : La Liste de Schindler (Schindler's List en version anglaise originale — et non Schindler's Ark).